# McPherson Cycle Company
McPherson Cycle Company war ein US-amerikanischer Hersteller von Fahrzeugen.

## Unternehmensgeschichte
Das Unternehmen hatte den Sitz in McPherson in Kansas. Es stellte Fahrräder her. T. W. Temple war ab 1897 beteiligt. Unklar bleibt, ob das Unternehmen schon vorher existierte. 1902 begann Temple mit der Produktion von Automobilen. Der Markenname lautete Temple. The Horseless Age berichtete im Januar 1903 darüber. Im gleichen Monat übernahm Temple das Unternehmen. Noch 1903 endete die Kraftfahrzeugproduktion. Es ist nicht bekannt, ob danach noch Fahrräder entstanden.

## Fahrzeuge
Im Angebot standen Fahrräder sowie ab 1902 Automobile. Temple richtete sich bei den Kraftfahrzeugen nach den Wünschen der Käufer.